# Era de batre

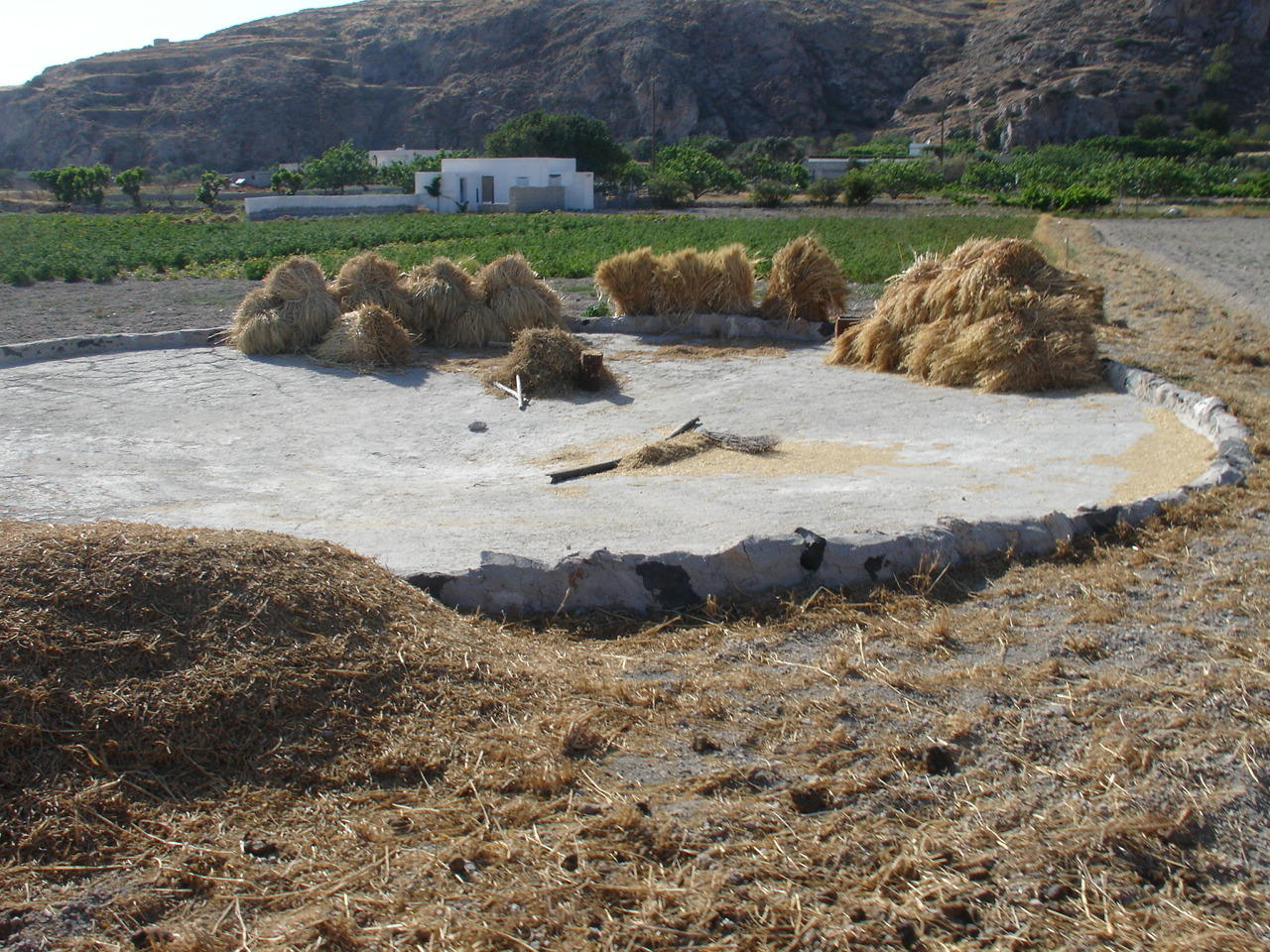
Era a Santorini (Grècia)

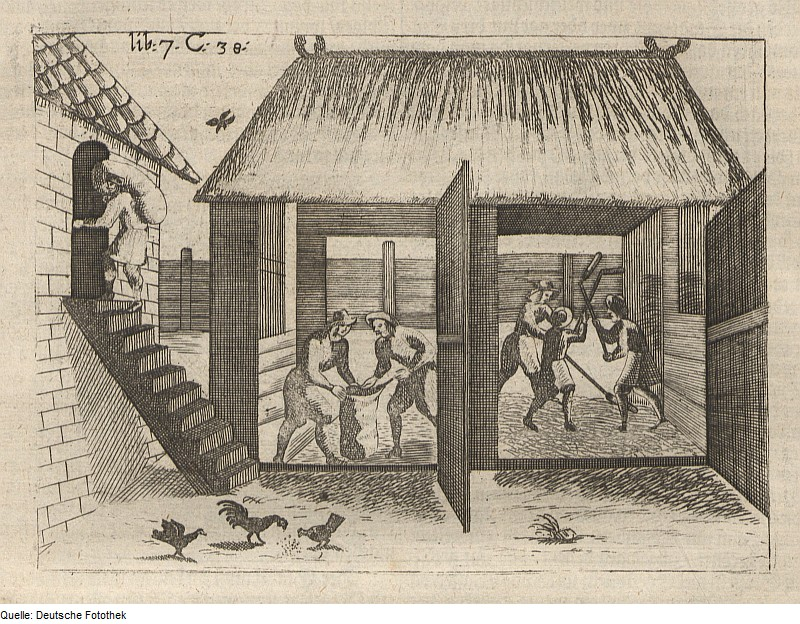
Batuda, col·lecta i emmagatzematge en una era coberta a Alemanya, gravat del 1695

Una era de batre en l'agricultura és l'espai de terra, aplanat i ferm damunt el qual hom posa els cereals o llegums per a batre’ls i separar el gra de la palla i del boll. La paraula s'utilitza també per extensió per al local a proximitat on es posa el farratge. El mot prové del llatí area que significa pati, era de batre. A Mallorca, les clastres tenien la mateixa funció i el ball privat, reservat als sols treballadors organitzat tradicionalment després d'una feina feta (batuda, collita…) es diu «ball de clast(r)a». Amb l'aparició de la maquinària agrícola com segadores-recol·lectores, les eres van esdevenir obsoletes.
La paraula «era» així com els diminutius «erol» i «erola» s'utilitzen també per a designar un quadre o rectangle petit de terra on es conreen flors i alguna hortalissa o per a espais plans més petits on es prepara l'argamassa, es treballen els minerals, etc.

## Formes d'eres

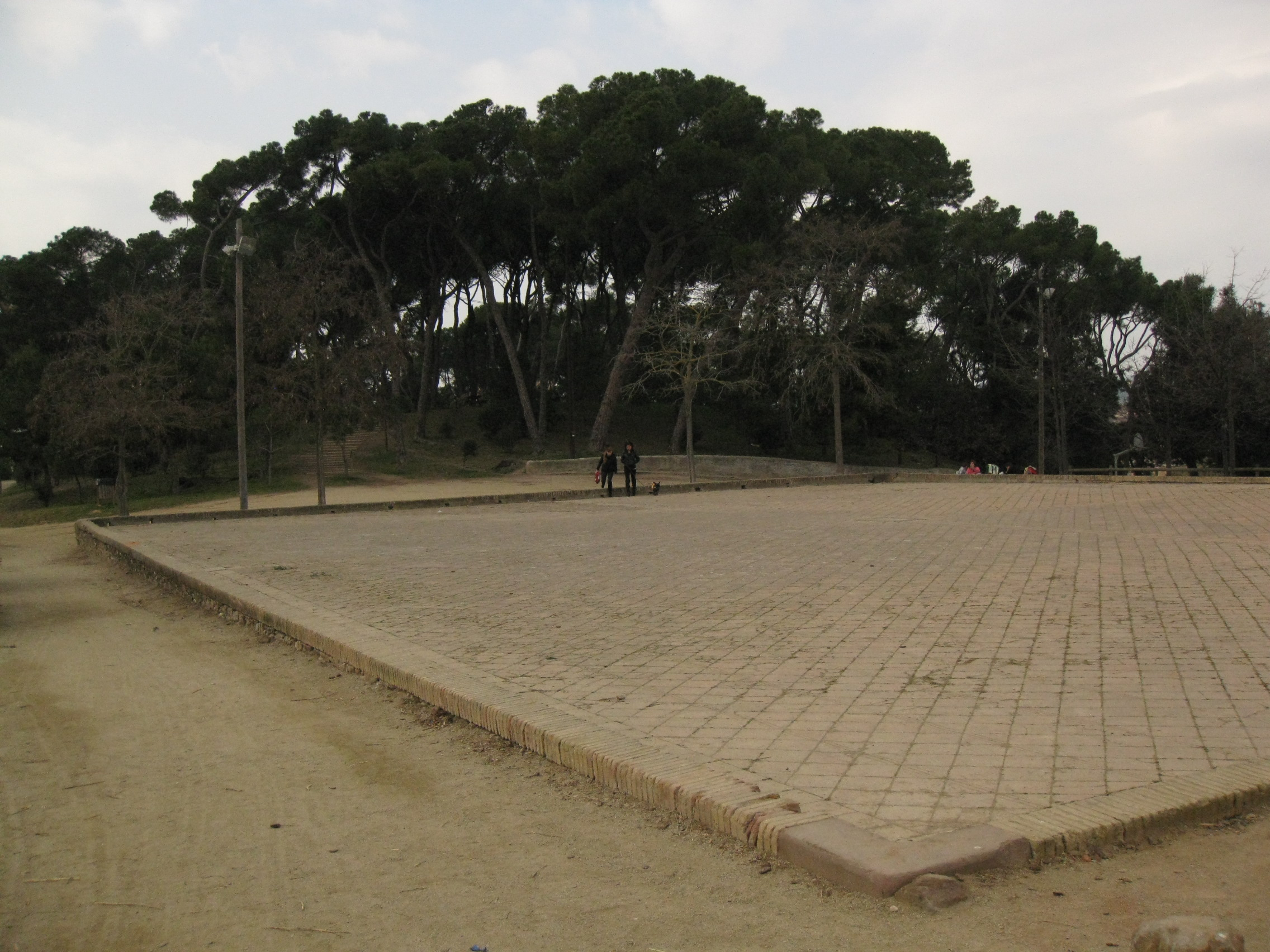
Era de Ca n'Oriol, BCIL, a Rubí

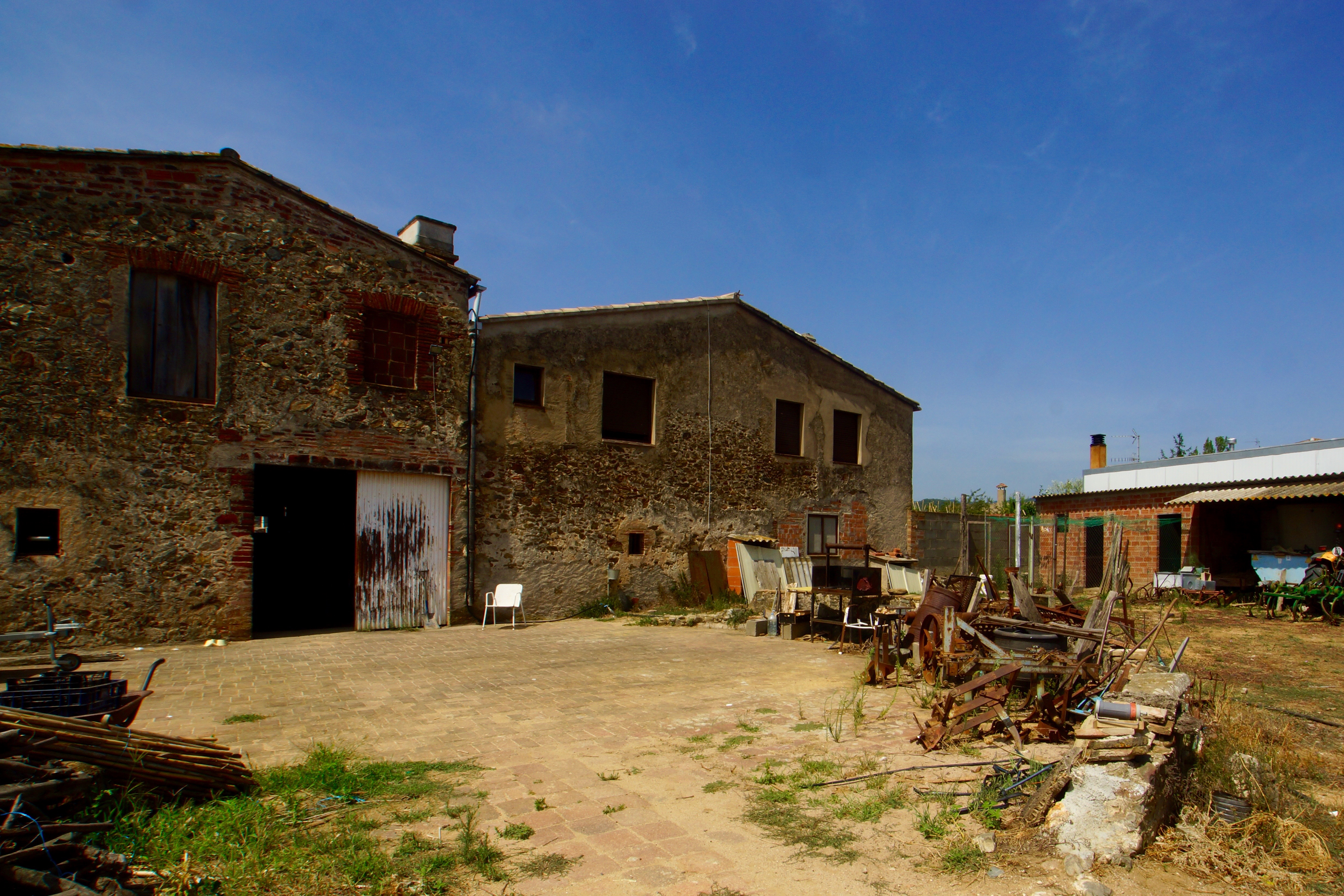
Era de «Can Moreu», de forma rodona, empedrada i amb paret baix, a Calonge

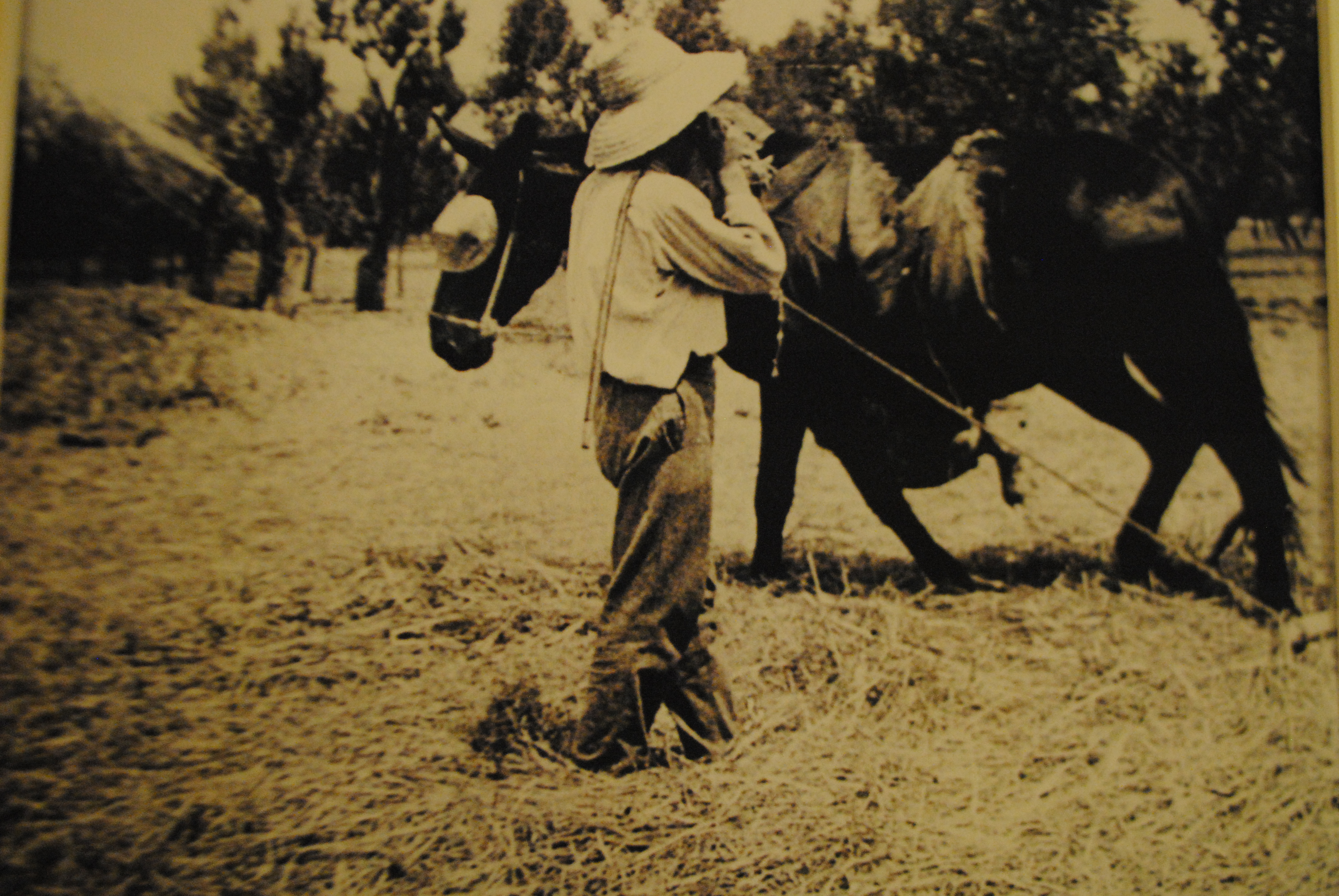
Llorenç Salom i Ferrer Calanxo batent a l'era l'any 1932 a Santa Maria del Camí

La seva forma és determinada per la feina del batre i per les condicions climàtiques: si es pot encara separar el gra de la palla, sense vent, per separar els bolls de la grana («desembollonar»), un vent suau és indispensable. La pluja i la humitat són nefasts per la conservació ulterior, com que faciliten la proliferació de corcs (corc del blat) i fongs. Per això, més circular, poligonal (era a cantons) o oval, com que la feina és rotatiu. N'hi han de terra batuda o d'argila, però més sovint són enrajolades o, a muntanya, enllosades. Les eres es construïen amb un lleuger pendent, per evitar que s'embassessin amb les pluges. De vegades estan envoltades de parets. La seva alçada depèn de la força del vent: solien ser alts a la regió de La Seu amb vents forts, o més baixes a Menorca.
Les seves dimensions i formes són variables, encara que com a mínim havien de tenir l'amplada suficient perquè un trill tirat per una mula pogués girar, donant voltes sobre la seva superfície, durant hores, sense forçar massa les corbes perquè l'animal treballés còmodament.
Al costat de l'era, solia construir-se un cobert, per protegir el sacs de gra i que, posteriorment, es va utilitzar per a desar-hi la màquina de ventar, que apareix a partir de començament del segle xx. Als Països Catalans, la palla es conservava generalment en pallers a cel obert.
A certs pobles, l'era era d'ús col·lectiu amb dret d'empriu. A pobles concentrats, es trobaven generalment grupades a la sortida. A disseminats, cada masia té la seva era al costat. Masovers que no tenien era pròpia, podien llogar-la, el lloguer generalment es pagava amb gra. Als països més pluviosos, solen tenir teulada o es troben a l'interior d'un graner amb portes amples.
L'operació del batre es limitava a uns pocs dies a l'any, generalment al juliol o a l'inici d'agost. La neteja de l'era era una tasca tant important com feixuga. Quan eren eres de terra batuda, la preparació ja començava al maig: rascar, cobrir de fang i compactar amb rodet. A les eres enrajolades, s'havia d'arrencar les herbes de les juntes i tapar els forats amb argila.

## L'era a la cultura popular
El batre a l'era era una feina d'èquip i un moment culminant al cicle de la vida rural. Va inspirar molts cançons populars com aquest extret d'una corranda de Ramon Argany d'Albarca:
| «                         | Si l'era queda ben neta ens anirem a berenar l'amanida és preparada, pernil, pa i vi no hi faltarà. | » |
| — Ramon Argany d'Albarca, | |   |

o la dita popular: «Qui no vulgui pols que no vagi a l'era», que recomana no anar a cercar raons ni problemes si no en vol sortir escaldat. Segons una enquesta de Víctor Pàmies i Riudor és el refrany més popular a la top deu catalana. Ha entrat en la toponímia «l'Era» o «s'Era» sovint amb un epítet que indica el propietari (per exemple: L'Era a Torallola, L'Era de les Cases i molts més) i també en les mites populars, com la llegendària Era d'Escorca a Mallorca, una gran dolina que segons la tradició es va formar quan, segons les versions, un sol o un grup de pagesos que hi treballaven no van saludar el sant sagrament que era transportat pel veí camí de Lluc i foren engolits per la terra.
A la fi de juliol, molts pobles dels països catalans organitzen una festa del segar i del batre, a les quals es presenten els oficis agrícoles d'antany a l'entorn de la collita dels cereals i del batre a una era, com entre d'altres La Fuliola i Avià.

## L'era per a altres feines
A la mineria és un terreny on es pica i es neteja el mineral. A les salines costaneres o de fonts salades, són els espais quadrats o rectangulars on es disposa l'aigua salada perquè la seva evaporació deixi disponible la sal. A la construcció és el terreny on es preparen els morters i l'argamassa.